# Massimo Brunello
Massimo Brunello (Arquà Polesine, 18 giugno 1967) è un ex rugbista a 15 e allenatore di rugby a 15 italiano, dal 2015 al 2020 tecnico del Calvisano. Dal 2020 al 2024 è stato capo allenatore della nazionale under 20. Dal 2024 è capo allenatore delle Zebre.

## Biografia
Cresciuto nel Rovigo, con tale club trascorse l'intera carriera da giocatore; al suo attivo due scudetti, nella conquista del primo dei quali ebbe una parte determinante: fu lui, infatti, nella finale disputatasi a Roma, a dare a Graziano Ravanelli, al termine di una lunga fuga, al 79' di gioco la palla con la quale il Rovigo sorpassò il Benetton e si aggiudicò l'incontro; nonostante il realizzatore fosse stato il citato Ravanelli, talora l'episodio viene ricordato tuttora come «la meta di Brunello». ==
Esordì in Nazionale il 31 dicembre 1988 a Dublino contro l'Irlanda; nonostante la sconfitta 15-31 segnò lui l'unica meta azzurra; fino al 1990 disputò 7 incontri, tutti in Coppa FIRA; ne disputò un ottavo, e ultimo, nel 1993 contro il Portogallo, a due anni e mezzo di distanza dal più recente.
Ritiratosi nel 2000 dopo 257 partite in serie A e 101 mete (e complessivi 541 punti), Brunello intraprese la carriera tecnica, dapprima nelle giovanili del Rovigo, poi come assistente in prima squadra e di seguito come capo allenatore Badia, guidando dal 2004 al 2006 alla promozione dalla serie B alla serie A.
Tornato di nuovo al Rovigo nel 2007 come capo allenatore riuscì a condurre la squadra in challenge cup il primo anno e  ai playoff del Super 10 2008-2009, dove il club mancava dal 1998. Al termine della stagione fu ingaggiato dalla Federazione Italiana Rugby con l'incarico di responsabile tecnico delle nazionali giovanili e dell'Accademia FIR di Mogliano. Nel 2015 alla guida della nazionale under 18 conquista il record di vittorie con ben 6 di fila e un pareggio e perdendo solo l'ultima della stagione..
Ingaggiato dal Calvisano nel 2015, riuscì a centrare 4 finali di campionato con la squadra del bresciano e vinse due scudetti nel 2017 e nel 2019 e dal 2020 è tornato in Federazione come capo allenatore della nazionale Under-20.
Nel sei nazioni 2021 la squadra ottiene una vittoria ma è sempre competitiva ad ogni match ottenendo la miglior difesa del torneo. Nel 2022 l'Italia riesce nell'impresa di vincere 3 partite (record) al Sei Nazioni e battendo per la prima volta l'Inghilterra. Alle summer series dello stesso anno (torneo in sostituzione del mondiale) l'Italia arriva terza vincendo 3 match e battendo ancora l'Inghilterra. Nel 2023 l under 20 vince due partite ma grazie ai bonus riesce a classificarsi terza in classifica per la prima volta nella storia. Sempre nel 2023 al mondiale di categoria si classifica undicesima ma nel girone di classificazione i ragazzi di Brunello vincono una partita storica 34 a 26 con i padroni di casa del Sudafrica. L anno successivo al 6 Nazioni l Italia u20 fa un ottimo torneo centrando anche qui per la prima volta la vittoria con la Francia a Beziers, purtroppo nell ultima partita a Cardiff contro il Galles perdono la partita che gli permettevano di centrare la terza vittoria nel torneo e il terzo posto in classifica. Sarà l ultima partita di Brunello alla guida della nazionale u20 perchè nel luglio 2024 passa ufficialmente alla franchigia federale delle Zebre che disputa URC. Le Zebre in quel momento in tre anni hanno vinto solo 2 partite e un pareggio arrivando sempre ultime in classifica. Il primo anno la squadra di Brunello centra 5 vittorie (storica per la prima volta con Munster in casa) e un pareggio e arriva penultima, soprattutto sorprende per la competitività che la squadra acquisisce in ogni match. Questo fa si che nella votazione come "coach of the season 2024/25" gli allenatori scelgono Brunello come vincitore, riconoscimento assegnato per la prima volta ad un italiano.     .

## Palmarès e Premi

### Giocatore
- Campionati italiani: 2
Rovigo: 1987-88; 1989-90

### Allenatore
- Campionati italiani: 2
Calvisano: 2016-17, 2018-19
Zebre Parma: Coach of the season URC 24/25